# Григорьева, Лидия Николаевна (поэтесса)
Лидия Николаевна Григорьева  (род. 12 августа 1945, Новосветловка, Ворошиловградская область) — русская советская и российская поэтесса, эссеист и фотохудожник. Член Союза писателей СССР (1984), Европейского Общества культуры (1995), Всемирной Академии искусства и культуры (1995), Международного ПЕН-клуба (1999), Союза писателей ХХI века (2011).

## Биография
Родилась в селе Новосветловка Ворошиловградской области Украинской ССР. Детство провела на Крайнем Севере. Школу окончила в Луганске, университет в Казани.
Первая книга стихов издана в 1978 году. Публиковалась в журналах «Новый мир», «Дружба народов», «Новая Юность», «День и ночь» и др.
Создатель синтетического жанра «фотопоэзия», в котором сочетаются поэзия, философия и видеометафора. Премьера её творческого вечера «Фотопоэзии» с презентацией ряда книг состоялась в Государственном музее Пушкина в Москве 25 января 2007 года.
В 2011 году Григорьева приняла участие в семинаре Лондонской книжной ярмарки «На перекрёстке культур: русские писатели, живущие в Лондоне».
Григорьева также автор работы для проекта Британской библиотеки «Двойные культуры, между двумя мирами: поэзия и перевод», который исследует творчество поэтов, живущих в Великобритании, для которых английский не является родным языком.
Стихи Григорьевой включены в антологии «Русская поэзия: XX век» (М.: ОЛМА-Пресс, 2001), «Освобожденный Улисс» (М.: НЛО, 2004); в английские антологии из серии «Modern Poetry in Translation (MPT)»: «Mother Tongues» (2001), “Russian Women Poets” (2002); переведены на английский, арабский, венгерский, французский, чешский, немецкий, китайский и японский языки. Ее биография была включена в девятый выпуск энциклопедии «Кто есть кто среди интеллектуалов мира» (Кембридж, 1992); вошла в пятый выпуск энциклопедии Американского биографического центра (Калифорния) «The International Directory of Distinguished Leadership» (1994).
Ведёт активную творческую деятельность, участвует в международных конгрессах, форумах и поэтических фестивалях. Живёт попеременно в Лондоне и Москве.
Личная жизнь
Вдова поэта Равиля Бухараева.

## Восприятие
Как отмечал Даниил Чкония, «Лидия Григорьева — поэт свободного дыхания. Её стих гибок и упруг одновременно. Порой её привлекает импрессионистичность метафоры, лирическая плавность образа, но тут же она чеканит свою стихотворную речь, будто припечатывая каждое слово… Нежность и страсть дополняют друг друга полнотой бытия, его непрерывно длящейся драмой. Стихотворное слово Григорьевой — жест, проясняющий её характер».

## Премии
- Шорт-лист Бунинской премии (2007)
- Лауреат специальной премии имени М. Волошина от Союза российских писателей — за лучшую поэтическую книгу года «Сновидение в саду» (2010)
- Лауреат литературного фестиваля «Русские мифы», совместно с Р. Бухараевым (2010, Черногория)
- Лауреат премии им. А. Дельвига — за поэтические публикации последних лет (2011)
- Финалист Всероссийского конкурса «Книга Года» — за книгу избранных стихотворений и поэм «Вечная тема» (Время, М., 2013)
- Лауреат премии им. Ф. Тютчева «Мыслящий тростник» в номинации «Философское стихотворение» (2016)
- Книга избранных стихотворений Лидии Григорьевой на английском языке «Shards from the Polar Ice» — «Осколки полярного льда» (не разрешенное сочетаниеed poems, Translated by John Farndon) номинирована на четыре британские литературные премии.
- Лауреат литературной премии Константина Кедрова  Президентского фонда культурных инициатив (2024, Москва)[9]